# Штокзе
Штокзе (њем. Stocksee) општина је у њемачкој савезној држави Шлезвиг-Холштајн. Једно је од 95 општинских средишта округа Зегеберг. Према процјени из 2010. у општини је живјело 420 становника. Посједује регионалну шифру (AGS) 1060080.

## Географски и демографски подаци
Штокзе се налази у савезној држави Шлезвиг-Холштајн у округу Зегеберг. Општина се налази на надморској висини од 38 метара. Површина општине износи 11,4 km². У самом мјесту је, према процјени из 2010. године, живјело 420 становника. Просјечна густина становништва износи 37 становника/km².